# Koi Suru Fortune Cookie
Koi Suru Fortune Cookie (恋するフォーチュンクッキー, Koisuru Fōchunkukkī; A queda do biscoito da sorte do amor) é o 32º single (34º no geral) do AKB48, sendo lançado em 21 de agosto de 2013, simultaneamente com a versão do JKT48, "Fortune Cookie Yang Mencinta" . O single tem como center Rino Sashihara, vencedora do 5º Senbatsu Sousenkyo e ingtegrante do recém-criado HKT48, que na época, havia lançado seu single de estreia, "Suki! Suki! Skip!". Este é o sétimo e último single, e também, a faixa de abertura do álbum Tsugi no Ashiato.
O título do single foi revelado no programa "AKB Eizou Center" em 23 de junho e foi apresentada pela primeira vez no programa "Ongaku no Hi", em 29 de junho. O single vendeu já no primeiro dia mais de um milhão de cópias, ficando em primeiro lugar no ranking da Oricon.
Este é o segundo single consecutivo a ultrapassar a faixa de um milhão no dia do lançamento. O single anterior, “Sayonara Crawl“, vendeu 1.451.000 cópias só no primeiro dia. Outros lançamentos também já alcançaram esta marca, como “Flying Get“, “Kaze wa Fuiteiru”, “Manatsu no Sounds Good!“ e "Teacher Teacher" .
É o último single com as participações em A-Side de Tomomi Itano e Mariko Shinoda, sendo que esta última anunciou graduação em 8 de junho de 2013 no Nissan Stadium. Por isso, foram incluídos seus singles de graduação "Saigo no Door" e "Namida no Sei Ja Nai".
Foram feitas várias versões do clipe, com diferentes elencos e muitos lugares.
Em 12 de agosto de 2016, alcançou 100 milhões de views no site de vídeos YouTube tornando-se o 2º vídeo musical do AKB48 a conseguir esse marco.

## Lista de faixas

### TYPE A
| N.º | Título                                     | Duração |  |
| 1.  | "Koi Suru Fortune Cookie"                  | 4:46    |  |
| 2.  | "Ai no Imi wo Kangaete Mita (Under Girls)" | 3:05    |  |
| 3.  | "Kondo Koso Ecstasy (Next Girls)"          | 3:20    |  |

### TYPE K
| N.º | Título                                     | Duração |  |
| 1.  | "Koi Suru Fortune Cookie"                  | 4:46    |  |
| 2.  | "Ai no Imi wo Kangaete Mita (Under Girls)" | 3:05    |  |
| 3.  | "Suitei Marmalade (Future Girls)"          | 4:41    |  |

### TYPE B
| N.º | Título                                  | Duração |  |
| 1.  | "Koi Suru Fortune Cookie"               | 4:46    |  |
| 2.  | "Saigo no Door (Tomomi Itano)"          | 4:21    |  |
| 3.  | "Namida no Sei Ja Nai (Mariko Shinoda)" | 5:27    |  |

### THEATER
| N.º | Título                                     | Duração |  |
| 1.  | "Koi Suru Fortune Cookie"                  | 4:46    |  |
| 2.  | "Ai no Imi wo Kangaete Mita (Under Girls)" | 3:05    |  |
| 3.  | "Aozora Cafe"                              |         |  |

- As faixas de 4 a 6 são versões em off-vocal